# Xã Upper Burrell, Quận Westmoreland, Pennsylvania
Xã Upper Burrell (tiếng Anh: Upper Burrell Township) là một xã thuộc quận Westmoreland, tiểu bang Pennsylvania, Hoa Kỳ. Năm 2010, dân số của xã này là 2.326 người.